# Pneumatyka

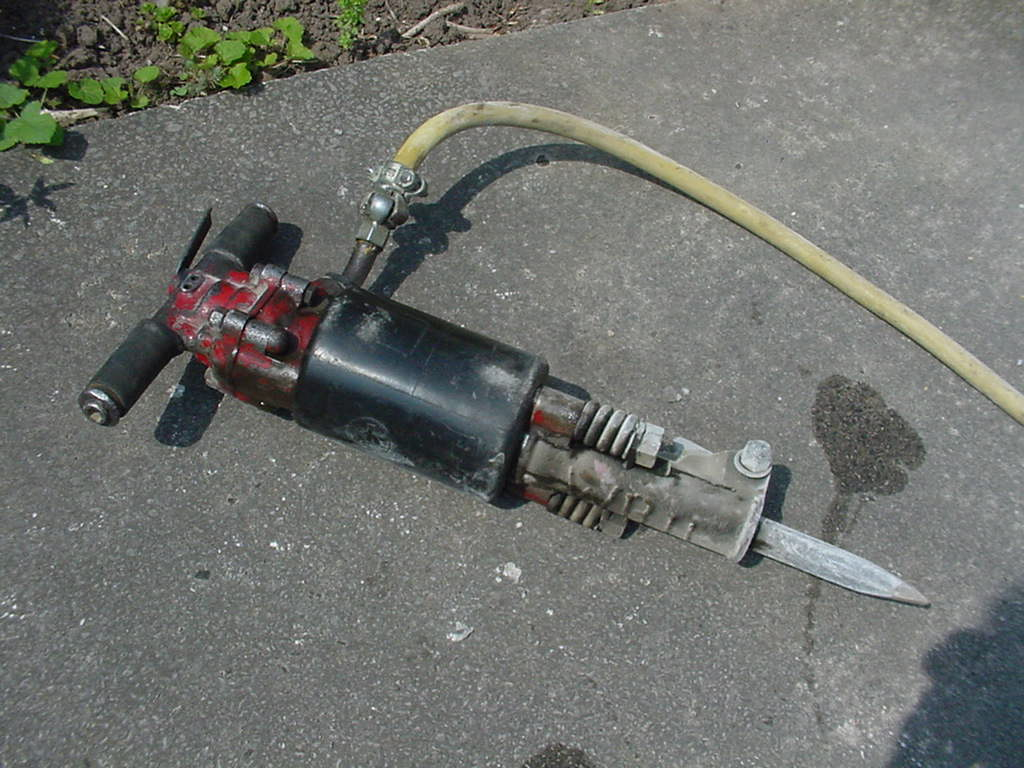
Młot pneumatyczny

Pneumatyka (z gr. πνεῦμα pneuma ‘podmuch’) – dział inżynierii mechanicznej, zajmujący się wykorzystaniem urządzeń, w których przekazywanie energii i sterowanie realizowane jest za pomocą sprężonego powietrza (bądź innego gazu o podobnych właściwościach) jako czynnika roboczego.
Pneumatyka to techniczne zastosowanie powietrza pod ciśnieniem, przy czym przeważnie wykorzystuje się sprężone powietrze, niekiedy także podciśnienie. Pneumatyczne układy sterowania składają się z 3 części: przygotowującej powietrze, sterującej oraz części wykonawczej.